# 弗拉基米爾·普京的會議桌
弗拉基米爾·普京的會議桌是1990年代末在鮑利斯·葉利欽擔任俄羅斯總統期間安置在克里姆林宮的白頂橢圓形山毛櫸桌，其在2022年俄羅斯入侵烏克蘭期間成為互聯網迷因。

## 製造者
會議桌長6米，由單塊山毛櫸木製成，其以三柱空心木架支撐。它為白色漆面，側面鍍金。一家意大利坎圖的企業「橡木傢俱」聲稱在1995年至1997年期間為克里姆林宮提供一系列定制傢俱，此會議桌為其中之一，並有鮑里斯·葉利欽於1996年11月22日簽署的帶框證書以及會議桌的詳細草圖，「橡木傢俱」在1999年出版的一本書中展示會議桌的圖片；而西班牙一家退休的傢俱製造商也聲稱是會議桌的製造者，稱會議桌由來自阿爾卑斯山的山毛櫸製成，其在2005年左右將會議桌付運到克里姆林宮。

## 歷史

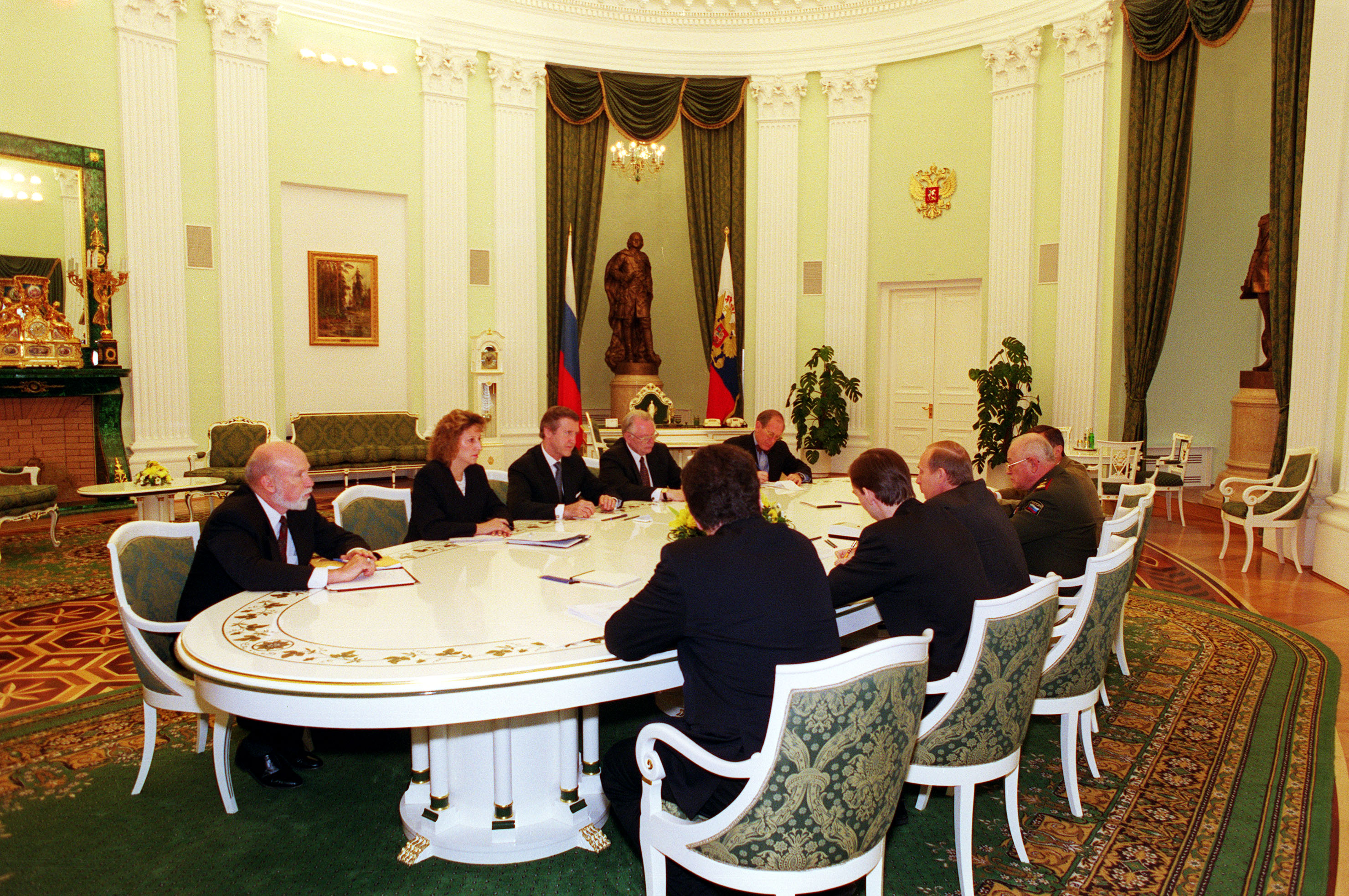
2000年，俄羅斯總統弗拉基米爾·普京在會議中使用的會議桌

2022年，俄羅斯總統弗拉基米爾·普京在與世界領導人會面時使用了這張會議桌，與會者包括法國總統伊曼努爾·馬克宏、德國總理奧拉夫·朔爾茨和聯合國秘書長古德禮。普京被拍到坐在一張很長的白色會議桌之一端，其他與會者則坐在離他很遠的另一端。普京還被拍到在其他長桌旁與自己的官員舉行類似的遠距離會議。
據媒體推測，普京選擇使用會議桌遙距與會者是為了展示威勢和投射權力形象，或者是因為害怕感染2019冠狀病毒病。而普京被拍到在同一時期與中國國家主席習近平近距離參加會議。

## 迷因
在2022年俄羅斯入侵烏克蘭期間，包括這張會議桌在內的普京會議長桌成為網絡迷因主題。由于此前普京及其发言人多次在公开场合强调俄罗斯的“战略缓冲区”利益，并藉此为依据寻求对乌克兰军事行动的合理性辩护，网民将这些会议桌效仿称为“战略缓冲桌”。